# 国鉄タキ10800形貨車
国鉄タキ10800形貨車（こくてつタキ10800がたかしゃ）は、かつて日本国有鉄道（国鉄）及び1987年（昭和62年）4月の国鉄分割民営化後は日本貨物鉄道（JR貨物）に在籍している私有貨車（タンク車）である。

## 概要
本形式は、クロトンアルデヒド専用の30t 積タンク車として1968年（昭和43年）5月9日に1両（タキ10800）が三菱重工業にて製作された。
本形式の他にクロトンアルデヒドを専用種別とする形式には、他に例がなく唯一の存在であった。
所有者は、ダイセルでありその常備駅は、信越本線（現在のえちごトキめき鉄道）の新井駅であった。1980年（昭和55年）1月に社名が「ダイセル化学工業」へ変更された。
1979年（昭和54年）10月より化成品分類番号「燃毒36」（燃焼性の物質、毒性の物質、引火性液体、毒性のあるもの）が標記された。
ドーム付き直胴タイプのタンク体はステンレス鋼 (SUS304) 製であり荷役方式は、マンホールからの上入れ、液出管と空気管使用による上出し方式である。液出管と空気管はS字管を装備した。
車体色は当初はステンレス鋼地色であったがその後銀色に塗装された。寸法関係は全長は12,100mm、全幅は2,500mm、全高は3,850mm、台車中心間距離は8,000mm、実容積は35.2m3、自重は15.7t、換算両数は積車4.5、空車1.6であり、台車はベッテンドルフ式のTR41Cである。
1987年（昭和62年）4月の国鉄分割民営化時には車籍がJR貨物に継承され、2010年（平成22年）4月1日現在も在籍している。